# Letitia Vriesde
Letitia Alma Vriesde (ur. 5 października 1964 w Paramaribo) – surinamska lekkoatletka startująca w biegach średnich.
Startowała głównie w biegu na 800 metrów. Na tym dystansie była sześciokrotną finalistką mistrzostw świata (dwukrotnie w hali). W karierze zdobyła dwa krążki światowego czempionatu na otwartym stadionie: srebrny i brązowy. Wielokrotna medalistka igrzysk panamerykańskich, w 2003 wygrała bieg finałowy na 800 metrów podczas tej imprezy, jednak odebrano jej złoty medal z powodu nienaturalnie wysokiego poziomu kofeiny w organizmie. Pięciokrotnie reprezentowała Surinam na igrzyskach olimpijskich, jednak nigdy nie awansowała do finału. W 2005 roku zakończyła karierę sportową.

## Osiągnięcia sportowe

### Mistrzostwa świata
| Miejsce | Dzień       | Rok  | Miejscowość | Konkurencja    | Czas biegu  | Strata   | Zwycięzca          |
| ------- | ----------- | ---- | ----------- | -------------- | ----------- | -------- | ------------------ |
| 5.      | 26 sierpnia | 1991 | Tokio       | bieg na 800 m  | 1:58,25 min | + 0,75 s | Lilija Nurutdinowa |
| 9.      | 31 sierpnia | 1991 | Tokio       | bieg na 1500 m | 4:05,67 min | + 3,46 s | Hasiba Bu-l-Marka  |
| 2.      | 13 sierpnia | 1995 | Göteborg    | bieg na 800 m  | 1:56,68 min | + 0,57 s | Ana Fidelia Quirot |
| 4.      | 9 sierpnia  | 1997 | Ateny       | bieg na 800 m  | 1:58,12 min | + 0,98 s | Ana Fidelia Quirot |
| 3.      | 12 sierpnia | 2001 | Edmonton    | bieg na 800 m  | 1:57,35 min | + 0,18 s | Maria Mutola       |

### Najlepszy wynik w sezonie

#### 800 m
| Rok  | Wiek    | Wynik   | Miejsce    | Data        | Wynik na świecie |
| ---- | ------- | ------- | ---------- | ----------- | ---------------- |
| 1991 | 27 lat  | 1:58,25 | Tokio      | 26 sierpnia | 7                |
| 1992 | 28 lat  | 1:57,93 | Hengelo    | 28 sierpnia | 11               |
| 1995 | 31 lat  | 1:56,68 | Göteborg   | 13 sierpnia | 5                |
| 1997 | 33 lata | 1:57,86 | Monako     | 16 sierpnia | 7                |
| 1998 | 34 lata | 1:58,16 | Rzym       | 14 lipca    | 7                |
| 1999 | 35 lat  | 1:58,99 | Leverkusen | 5 września  | 16               |
| 2000 | 36 lat  | 1:58,62 | Bruksela   | 25 sierpnia | 14               |
| 2001 | 37 lat  | 1:57,35 | Edmonton   | 12 sierpnia | 3                |

## Rekordy życiowe
- bieg na 400 metrów – 52,01 (1997) rekord Surinamu[1]
- bieg na 800 metrów – 1:56,68 (1995) rekord Ameryki Południowej[2]
- bieg na 1000 metrów – 2:32,25 (1991) rekord Ameryki Południowej[3]
- bieg na 1500 metrów – 4:05,67 (1991) rekord Ameryki Południowej[3]
- bieg na 3000 metrów (stadion) – 9:15,64 (1991) rekord Surinamu[4]
- bieg na 3000 metrów z przeszkodami – 11:44,33 (2006) rekord Surinamu[5]
- bieg na 400 metrów (hala) – 53,56 (1995) rekord Surinamu[6]
- bieg na 800 metrów (hala) – 1:59,21 (1997) halowy rekord Ameryki Południowej[7]
- bieg na 1000 metrów (hala) – 2:38,30 (1999) halowy rekord Ameryki Południowej[7]
- bieg na 1500 metrów (hala) – 4:14,05 (1999) były halowy rekord Ameryki Południowej[7]
- bieg na 3000 metrów (hala) – 9:07,08 (1993) były halowy rekord Ameryki Południowej[8]